# ماهی خاردار اروپایی
ماهی خاردار اروپایی (نام علمی: Dicentrarchus labrax) نام یک گونه از تیره خارماهیان معتدله است.